# Pushyamitra Sunga
Pushyamitra Sunga var den förste kungen av sungadynastin i Indien. Han regerade 187 f.Kr.-151 f.Kr. och efterträddes av sonen Agnimitra.